# Miranda Murre Eriksson
Miranda Murre Eriksson, född 24 februari 1995 i Västra Torsås församling, är en svensk visartist. Eriksson har varit verksam som liveartist sedan 2009.

## Diskografi
- 2022 – Tänk om (Kakafon Records)

1. ”Fågel, fisk, mitt emellan”
2. ”Ekorrhjulet”
3. ”I vår trädgård”
4. ”Arg låt”
5. ”Avdelning 23”
6. ”Pappbåten”
7. ”Stadsparksallén”
8. ”Tänk om …”